# خیابان بیکر (بازی ویدئویی)
خیابان بیکر (به انگلیسی: 221B Baker Street) یک بازی ویدئویی در سال ۱۹۸۶ و در سبک معمایی است که توسط شرکت دیتاسافت منتشر گردید.

## گیم‌پلی

تصویر بازی

سبک این بازی رایانه‌ای استراتژی و فکری می‌باشد و بازیباز پس از انتخاب یکی از چهار شخصیت موجود، یکی از ۳۰ سناریوی بازی را انتخاب نموده و با استفاده از فایل‌های موجود در راهنمای بازی، اقدام به حل آن سناریو و معمای جنایی می‌نماید. شهر لندن در این بازی در واقع همان صفحه بازی است و بازیباز برای حل معماها نیاز به حرکت در خانه‌های این صفحه و جمع‌آوری مدارک برای حل معما را دارد. حرکت در صفحه بازی (یا همان شهر لندن) با استفاده از طاس و به صورت نوبتی انجام می‌پذیرد. حدود ۵۰ محل در بازی قرار دارد که عبارتند از: بانک، پارک، میخانه و ...
همچنین امکان بازدید از اسکاتلندیارد برای گرفتن کمک نیز در این بازی وجود دارد. ضمن اینکه بازیباز می‌تواند با استفاده از نشانه‌های انحرافی، رقیبان خود را گمراه کند. بعد از حل معما، بازیباز باید به خیابان بیکر بازگشته و به سؤال مورد نظر پاسخ بدهد. اگر جواب درست داده شود بازیباز برنده خواهد بود و در غیر اینصورت بازی ادامه پیدا خواهد کرد.

## داستان
این بازی بر اساس بازی تخته‌ای مشهوری به همین نام (221B Baker St) طراحی گردیده‌است. در این بازی چهار شخصیت مطرح بنام‌های: شرلوک هولمز، دکتر واتسن، آیرین آدلر و بازرس لستراد برای حل ۳۰ معمای جنایی با یکدیگر به رقابت می‌پردازند.

## مشخصات فنی

نمونه‌ای از گرافیک بازی

گرافیک این بازی کاملاً دو بعدی بوده ولی در صحنه‌های مربوط به سطح شهر لندن (صفحه بازی)، به صورت ایزومتریک طراحی گشته (تصویر سمت راست). در محل‌های متفاوت (مانند بانک، پارک و ...) صفحه بازی به دوقسمت افقی تقسیم شده و در بالای صفحه نمایی گرافیکی و در قسمت زیر گفتگوها و دیگر اطلاعات مربوط به محل مورد نظر به صورت متن نمایش داده می‌شود.
در این بازی از موسیقی و صدا به صورت دیجیتایز شده استفاده گردیده و در بیشتر مکان‌ها، صداهای دیجیتایز شده‌ای از شخصیت‌های مختلف بازی قابل شنیدن است.

## سازندگان بازی
- طراحان : جان سول (John Sohl)، استیون دوبوف (Steven Duboff)، جف هارت (Jeff Harth)
- گرافیک : تاد کاماستا (Todd J. Camasta)
- صداهای دیجیتایز : سافت ویر اسپیچ (Software Speech)

## سیستم‌ها
این بازی در سال ۱۹۸۶ با همکاری شرکت‌های اینتلی کریشنز (IntelliCreations)، پاسیفیک سافتِچ (Pacific Softech) بر روی رایانه‌های خانگی اپل ۲، آتاری اس تی، کمودور ۶۴ تولید و توسط شرکت دیتاسافت (Datasoft) منتشر گردید.
یک سال بعد (۱۹۸۷) این بازی توسط شرکت‌های نامبرده شده، برای رایانههای شخصی مبتنی بر سیستم‌عامل داس به بازار عرضه گردید.

## معادل انگلیسی
1. ↑  IntelliCreations
2. ↑  Pacific Softech
3. ↑  Datasoft
4. ↑   	John P. Sohl
5. ↑  Steven Duboff
6. ↑  Jeff Harth
7. ↑  Dr. Watson
8. ↑  Irene Adler
9. ↑  Inspector Lestrade